# Ruisseau à Truchon
Ruisseau à Truchon är ett vattendrag i Kanada.   Det ligger i provinsen Québec, i den östra delen av landet, 600 km nordost om huvudstaden Ottawa.
I omgivningarna runt Ruisseau à Truchon växer i huvudsak blandskog. Trakten runt Ruisseau à Truchon är nära nog obefolkad, med mindre än två invånare per kvadratkilometer.